# Freya Kemp
Freya Grace Kemp (* 21. April 2005 in London, Vereinigtes Königreich) ist eine englische Cricketspielerin, die seit 2022 für die englische Nationalmannschaft spielt.

## Aktive Karriere
Beim Charlotte Edwards Cup 2022 konnte sie mit Southern Vipers den Titel gewinnen und stach dabei so heraus, dass die Selektoren des Nationalteams auf sie aufmerksam wurden. Kemp gab daraufhin ihr Debüt in der Nationalmannschaft im Juli 2022 im dritten Twenty20 bei der Tour gegen Südafrika. Sie fand ihren Weg in den Kader für die Commonwealth Games in Birmingham und konnte dort gegen Sri Lanka (2/14) und Indien (2/22) jeweils zwei Wickets erzielen. Im September 2022 gab sie gegen Indien ihr Debüt im WODI-Cricket und konnte in den Twenty20s ihr erstes Fifty (51* Runs) als Batterin erzielen. Im November erhielt sie einen zentralen Vertrag mit dem englischen Verband. Kurz darauf erlitt sie eine Stressfraktur im Rücken und kam erst im August 2023 wieder zurück ins Team, nachdem sie im nationalen Cricket in der Sommersaison ausschließlich als Schlagfrau im Einsatz sein konnte.